# 下西文雄
下西 文雄（しもにし ふみお、大正2年（1913年）1月26日 - 平成5年（1993年）4月24日）は日本の政治家。元境港市議会議員。元境港市日朝友好協会会長。元山市との友好都市協定締結に尽力。

## 経歴
鳥取県境港市に生まれる。
早大政経学部中退。1935年満州国産業指導官。
帰国後、中学校教諭となる。1951年境町助役、1955年から境港市議会議員。正副議長など歴任。
1990年10月第6次訪朝にあたって、金日成主席は、多年にわたる日朝親善につとめる下西文雄団長に「人民親善勲章（第2級）」を贈ってその功労をたたえた。